# Chroogomphus fulmineus
Chroogomphus fulmineus är en svampart som först beskrevs av Roger Heim, och fick sitt nu gällande namn av Courtec. 1988. Chroogomphus fulmineus ingår i släktet Chroogomphus och familjen Gomphidiaceae.   Inga underarter finns listade i Catalogue of Life.